# Риццоли, Анна Мария
Анна Мария Риццоли (итал. Anna Maria Rizzoli; род. 26 августа, 1953, Рим) — итальянская модель, актриса

 театра и кино. В Италии известна благодаря ролям в эротических комедиях 1970-1980 годов.

## Биография
Родилась в Риме, окончила среднюю школу и стала моделью в 22 года. Благодаря своей внешности: высокая, стройная, блондинка — Анна Риццоли получила приглашение на телевидение, где вела ночные эротические передачи. В 1975 году дебютировала в кино, где сыграла в 25 фильмах. В 1979 году была ведущей песенного Фестиваля в Сан-Ремо.
Кинокарьера Анны Риццоли связана с ролями в эротических комедиях, в которых часто контрастировала с Эдвиж Фенек. Она играла с такими актерами, как Энцо Каннавале, Бомболо, Лино Банфи, Гастоне Москин и Паоло Вилладжо. Успех Анны Риццоли как секс-символа снизился довольно быстро по сравнению с другими актрисами. Риццоли позировала обнаженной для итальянского издания «Playboy» в 1977—1983 годах, где была «девушкой с обложки».
В 1980-х годах Риццоли оставила съёмки в кино, чтобы посвятить себя семье. После развода работала в театре с режиссером Джорджо Стрелером. Не обладая внушительными вокальными способностями, в 1980 году выпустила пластинку с двумя песнями - «Dammi» и «Tu solo tu», эти записи имели ограниченный успех.
Начиная с 2007 года, Риццоли периодически участвует на телевидении.